# La colina de la vida
«La colina de la vida» es una canción de rock compuesta por el cantautor argentino León Gieco entre 1974 y 1975.
El tema fue grabado por primera vez para el disco Porsuigieco lanzado en 1976. Más adelante se convertiría en una canción típica dentro del repertorio de su autor, interpretándola con frecuencia durante recitales en vivo.[cita requerida]
Ejecutada en vivo junto a Víctor Heredia, también forma parte del álbum Sencillos y Otras.[cita requerida]
La revista Rolling Stone y la cadena MTV la ubicaron en el puesto número 67 de las mejores canciones de la historia del rock argentino.

## Personal
- León Gieco: Voz y guitarra.
- Charly García: Piano y teclados.
- Nito Mestre: flauta y coros.
- Raúl Porchetto: Guitarra
- María Rosa Yorio: Coros.

## Versiones
Una versión de esta canción forma parte del disco de Attaque 77, Otras canciones, del año 1998. La Pequeña Orquesta Reincidentes también grabó una versión, incluida en su disco Capricho, de 2007. El cantante uruguayo Gervasio radicado en Chile también grabó una versión para su álbum homónimo de 1989. Las Pelotas también grabó una versión que forma parte del disco homenaje ¡Gieco querido! Cantando al león de 2008.